# Ulica Wrocławska w Wałbrzychu
Ulica Wrocławska (dawniej Waldenburger Str, Piasta) – ulica w północnej części Wałbrzycha biegnąca z południowej części Wałbrzycha w kierunku północnym. Stanowi fragment drogi krajowej nr 35. Jest to jedna z głównych arterii miasta, ulica przebiega przez następujące dzielnice miasta.
Rozpoczyna się od części  Starego Zdroju łącząc się z ulicą Armii Krajowej. (tuż za starą zajezdnią dawnego MPK) następnie biegnie przez dzielnice Starą Piaskową Górę i Szczawienko oraz dzielnicę Lubiechów i dzielnicę Książ  aż do granicy ze Świebodzicami.  Ulica dawniej w części Szczawienka nosiła nazwę Piasta. Historia ulicy  sięga około X – XII wieku, gdyż był to jeden z głównych traktów do Wałbrzycha oraz pobliskich uzdrowisk.
Od 2014 roku prowadzone są prace  przy przebudowie ulicy. Przebudowa ma na celu poszerzenie ulicy na wysokości palmiarni do skrzyżowania z ulicą Pogodną oraz wybudowanie ronda  na skrzyżowaniu ulicy Wilczej koło Palmiarni, w planach jest też wybudowanie łącznika od nowego ronda do ulicy Jaworowej, z tego powodu zostało już wyburzonych kilka budynków znajdujących się przy ulicy Wrocławskiej, remont zakończył się w 2015 roku.

## Ważniejsze skrzyżowania ulicy Wrocławskiej
- Skrzyżowanie alei Generała Charles’a de Gaulle'a z ulicą Uczniowską  która jest częścią  (Wschodnia Obwodnica Wałbrzycha).
- Skrzyżowanie z ulicą Długą i Prostopadłą
- Skrzyżowanie z ulicą Główną
- Rondo z ulicą Wilczą oraz łącznikiem z ulicą Jaworową

## Architektura
Architektura ulicy jest różnorodna, od kamienic 3 i 4 piętrowych po 1 piętrowe oraz architekturę przemysłową i tereny zielone.
Ważniejsze obiekty przy ulicy:
- Palmiarnia Wałbrzyska
- Pałacyk (numer budynku 115) z 1908 roku
- Zabudowania fabryki porcelany Hermanna Ohmego z 1882 (Obecny Bel Pol)
- Dom Dziecka "Rodzinka" dawniej Willa Ohmego z początku XIX wieku
- Hotel i restauracja Maria (dawna zabudowa folwarku)
- Komisariat Policji nr 1 dawniej areszt śledczy nr 1 oraz podobóz Gross Rosen
- Kamienica nr 47 z około 1800 roku
- Huta Szkła Walcowanego z 1868 roku (nr 16)
- Schron wartowniczy (przy zabudowie nr 16)
- Przędzalnia lnu z 1865 roku obecny Ogólnopolskiego Związku Zawodowego Górnictwa Naftowego i Gazownictwa
- Wyższa Szkoła Zarządzania i Przedsiębiorczości z siedzibą w Wałbrzychu
- Wiadukt Linia kolejowa nr 274.
- Wiadukt Linia kolejowa nr 291 Wałbrzych Szczawienko – Mieroszów  z 1877 roku.
- Staw Hodowlany dawniej gondolowy służący do rekreacji
- Stadion KS "Czarni" Wałbrzych
- Park ze Skwerem Sybiraków
- Park Miejski przy skrzyżowaniu ulicy Wrocławskiej i Długiej
- Książański Park Krajobrazowy